# On Bullshit
On Bullshit is een essay van de Amerikaanse filosoof Harry Frankfurt dat in 1986 werd gepubliceerd in het literaire tijdschrift Raritan. Negentien jaar later stond een zelfstandige uitgave zevenentwintig weken in de bestsellerlijst van The New York Times.
Frankfurt analyseert een manier van spreken waarmee geen waarheid geclaimd wordt, en waaraan daarom niets weerlegd kan worden. Hij concludeert dat de spreker die zich van bullshit bedient niet geïnteresseerd is in de waarheid, maar alleen een mooi beeld van zichzelf wil scheppen.
Volgens Frankfurt is bullshit een grotere bedreiging voor de waarheid dan de leugen.